# Kadampur, Bagalkot
Kadampur là một làng thuộc tehsil Bagalkot, huyện Bagalkot, bang Karnataka, Ấn Độ.